# Orłowo (obwód Chaskowo)
Orłowo (bułg. Орлово) – wieś w południowej Bułgarii, w obwodzie Chaskowo, w gminie Chaskowo. Według danych Narodowego Instytutu Statystycznego, 31 grudnia 2011 roku wieś liczyła 209 mieszkańców.